# Сельское поселение «Село Милеево»
Сельское поселение «Село Милеево» — муниципальное образование в составе Хвастовичского района Калужской области России.
Центр — село Милеево.

## Население
| 2010 | 2012 | 2013 | 2014 | 2015 | 2016 | 2017 |
| ---- | ---- | ---- | ---- | ---- | ---- | ---- |
| 215  | ↘209 | ↗215 | ↘213 | ↗219 | ↗221 | ↘214 |
| 2018 | 2019 | 2020 | 2021 |      |      |      |
| ↗219 | ↗234 | ↗236 | ↘175 |      |      |      |

## Состав сельского поселения
| № | Населённый пункт | Тип населённого пункта | Население |
| - | ---------------- | ---------------------- | --------- |
| 1 | Милеево          | село                   | ↘206      |
| 2 | Грива            | деревня                | ↘0        |
| 3 | Ловатянка        | село                   | ↘0        |
| 4 | Мокрые Дворы     | деревня                | ↘1        |
| 5 | Рессета          | деревня                | ↘8        |